# شركة النفط الوطنية العراقية
تم تأسيس شركة النفط العراقية في عام 1961، حيث صدر في العراق قانون 80 والذي بموجبهِ صادر العراق 95 ٪ من شركة نفط العراق وأعلن تشكيل شركة النفط الوطنية العراقية في عام 1964.
في عام 1967 وقع العراق والاتحاد السوفيتي على بروتوكول بينهُ وبين الاتحاد السوفيتي يلتزم فيه الإتحاد السوفياتي إعطاء المساعدات الفنية والمالية للشركة.
وفي عام 1967 وعام 1968 تم توسيع نطاق عمل الشركة لتشمل مناطق صودرت من شركة نفط العراق.
بخلاف شركة النفط الوطنية الإيرانية، كان يحظر على شركة النفط الوطنية العراقية الدخول في شراكات أو منح الامتيازات لشركات النفط الاجنبية.
في عام 1972 تم تأميم النفط العراقي، حيث كانت شركات النفط الأجنبية تملك ثلاثة أرباع حصص وأسهم شركة نفط العراق المحدودة بما في ذلك كامل احتياطي البلاد من النفط قبل ذلك. وفي السنوات الأولى من إدارة شركة النفط الوطنية العراقية للنفط العراقي بصورة منفردة نجحت في رفع الإنتاج في العراق من 1.4 مليون برميل يوميا لأكثر من 3 ملايين برميل يوميا في عام 1980. لكن اندلاع حرب الخليج الأولى مع إيران في ذلك العام أدى إلى تضرر الناتج المحلي للنفط بشكل عام.
في نيسان من عام 1987، دمج وزير النفط حسين كامل الشركة مع وزارة النفط، والتي أصبحت المشغل المباشر في الصناعة فضلا عن منظم لها.
على الصعيد العملياتي، تم تقسيم الشركة إلى مجموعات من الشركات الإقليمية، من بينها شركة نفط الشمال، ومقرها في كركوك، وشركة نفط الجنوب ومقرها في البصرة.
واستحدثت عام 1990، شركة الحفر العراقية ومقرها في بغداد وبفرعين الأول في كركوك والثاني في البصرة.